# Chiesa di San Colombano (San Colombano Certenoli)
La chiesa di San Colombano è un luogo di culto cattolico situato nella frazione di San Colombano di Vignale, in via Davide Norero, nel comune di San Colombano Certenoli nella città metropolitana di Genova. La chiesa è sede della parrocchia omonima del vicariato di Sturla e Graveglia della diocesi di Chiavari.

## Storia e descrizione
Già dipendente dell'abbazia di San Colombano di Bobbio, la sua elezione al titolo di parrocchiale potrebbe essere avvenuta intorno al XVII secolo in quanto da questo periodo iniziano a compilarsi i primi registri parrocchiali.
Fu elevata a prevostura dal vescovo di Chiavari monsignor Amedeo Casabona il 18 settembre del 1920 e consacrata il 29 novembre del 1992 da monsignor Daniele Ferrari. Conserva un gruppo ligneo dello scultore Anton Maria Maragliano raffigurante la Madonna col Bambino.